# دانشگاه ایالتی تجارت و اقتصاد
دانشگاه ایالتی تجارت و اقتصاد (به انگلیسی:State University of Trade and Economics؛ مخفف: SUTE, اوکراینی: Державний торговельно-економічний університет; قبلی: دانشگاه ملی تجارت و اقتصاد کی‌یف، به انگلیسی: Kyiv National University of Trade and Economics؛ مخفف: KNUTE, اوکراینی: Київський національний торговельно-економічний університет Київський) دانشگاهی در کی‌یف، پایتخت اوکراین است.
آدرس پستی: خیابان کیوتو، پلاک ۱۹، کی‌یف، اوکراین، ۰۲۱۵۶.